# Orchestina paupercula
Orchestina paupercula là một loài nhện trong họ Oonopidae.
Loài này thuộc chi Orchestina. Orchestina paupercula được miêu tả năm 1916 bởi Dalmas.